# Phallodriloides lobatus
Phallodriloides lobatus är en ringmaskart som först beskrevs av Erséus 1983.  Phallodriloides lobatus ingår i släktet Phallodriloides och familjen glattmaskar. Inga underarter finns listade i Catalogue of Life.